# Monogynaspida

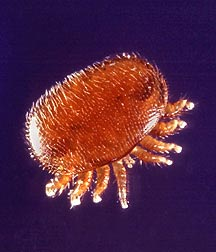
Varroa, um género de Monogynaspida com elevado interesse económico.

Monogynaspida Camin & Gorirossi 1955 é uma subordem de ácaros Parasitiformes pertecente à ordem Mesostigmata que inclui cerca de 25% de todas as espécies de ácaros conhecidos, incluindo um grande número de pragas com elevado interesse económico. O grupo tem uma distribuição natural cosmopolita sendo pervasivo em ambientes ricos em matéria orgânica. Numerosas espécies são parasitas ou predadoras.

## Taxonomia
Os Monogynaspida subdiviem-se nos seguintes agrupamentos taxonómicos:
- Coorte Microgyniina
  - Microgynioidea
- Coorte Heatherellina
  - Heatherelloidea
- Coorte Uropodina
  - Subcoorte Uropodiae
    - Thinozerconoidea
    - Polyaspidoidea
    - Uropodoidea
    - Trachyuropodoidea

  - Subcoorte Diarthrophalliae
    - Diarthrophalloidea
- Coorte Gamasina
  - Subcoorte Epicriiae
    - Epicrioidea
    - Zerconoidea

  - Subcoorte  Arctacariae
    - Arctacaroidea

  - Subcoorte Parasitiae
    - Parasitoidea

  - Subcoorte Dermanyssiae
    - Veigaioidea
    - Rhodacaroidea
    - Eviphidoidea
    - Ascoidea
    - Phytoseioidea
    - Dermanyssoidea